# Lagenorhynchus
Lagenorhynchus is een geslacht van dolfijnen. Het bestaat uit één soort. Vroeger werden er meerdere soorten toe gerekend, maar het was daardoor polyfyletisch. Sindsdien zijn de geslachten Leucopleurus en Sagmatias van dit geslacht afgesplitst.

## Naamgeving
De naam is afgeleid van de Griekse woorden lageno (λαγηνος), "fles", en rhynchus (ρύγχους), "snuit" en betekent dus "flessenneus".

## Taxonomie
Lagenorhynchus werd traditioneel onderverdeeld in de volgende soorten:
- Lagenorhynchus acutus – Witflankdolfijn
- Lagenorhynchus albirostris, oorspronkelijk Delphinus albirostris, typesoort – Witsnuitdolfijn
- Lagenorhynchus australis – Dolfijn van Peale
- Lagenorhynchus cruciger – Zandloperdolfijn
- Lagenorhynchus obliquidens – Witgestreepte dolfijn
- Lagenorhynchus obscurus – Donkergestreepte dolfijn

Het geslacht bleek echter polyfyletisch, waarna de geslachten Leucopleurus en Sagmatias werden afgesplitst. Sindsdien omvat het geslacht nog maar één soort:
- Lagenorhynchus albirostris – Witsnuitdolfijn

### SagmatiasenLeucopleurus
In 1998 vonden LeDuc et al. aan de hand van analyses van cytochroom b dat het geslacht polyfyletisch is. Volgens hun onderzoek is de witflankdolfijn niet verwant aan de typesoort, de witsnuitdolfijn. Ze brengen de witflankdolfijn onder in een apart geslacht: Leucopleurus. De vier andere soorten - dolfijn van Peale, zandloperdolfijn, witgestreepte dolfijn en donkergestreepte dolfijn - blijken verwant aan de geslachten Lissodelphis en Cephalorhynchus. De vier soorten worden door de onderzoekers ondergebracht in het geslacht Sagmatias, met als typesoort de zandloperdolfijn. Samen met Lissodelphis en Cephalorhynchus vormt Sagmatias dan de onderfamilie Lissodelphininae.